# Hodgesia psectropus
Hodgesia psectropus är en tvåvingeart som beskrevs av Edwards 1930. Hodgesia psectropus ingår i släktet Hodgesia och familjen stickmyggor. Inga underarter finns listade i Catalogue of Life.